# Whitney Boddie
Whitney Erinn Boddie (ur. 23 stycznia 1987 we Florence) – amerykańska koszykarka występująca na pozycji rozgrywającej.

## Osiągnięcia
Na podstawie, o ile nie zaznaczono inaczej.
NCAA
- Uczestniczka turnieju NCAA (2008, 2009)
- Mistrzyni sezonu regularnego konferencji Southeastern (SEC – 2009)
- MVP Buckeye Classic (2007)
- Zaliczona do: 
  - I składu:
    - SEC (2009)
    - turnieju:
      - SEC (2009)
      - Miami Holiday (2006)
      - Duke Classic (2005)

  - składu Honorable Mention All-American (2009 przez Associated Press, USBWA)

Drużynowe
- Mistrzyni:
  - Szwajcarii (2012, 2016)[3][4]
  - Izraela (2013)
- Zdobywczyni pucharu:
  - Izraela (2013)
  - Szwajcarii (2012)[3]
  - ligi szwajcarskiej (2012)[3]
- Finalistka:
  - pucharu ligi szwajcarskiej (2016)[4]
  - superpucharu Szwajcarii (2015)[4]

Indywidualne
- Zaliczona przez eurobasket.com do:
  - I składu:
    - ligi szwajcarskiej (2012)[3]
    - zawodniczek zagranicznych ligi szwajcarskiej (2012)[3]
- Liderka w:
  - asystach PLKK (2010)[5]
  - przechwytach ligi szwajcarskiej (2016)[4]